# NGC 4118
NGC 4118 ist eine linsenförmige Zwerggalaxie mit aktivem Galaxienkern vom Hubble-Typ S0/a im Sternbild Jagdhunde am Nordsternhimmel. Sie ist schätzungsweise 31 Millionen Lichtjahre von der Milchstraße entfernt und hat einen Durchmesser von >10.000 Lichtjahren. Gemeinsam mit NGC 4117 bildet sie das gravitativ gebundene Galaxienpaar Holm 334. 

Im selben Himmelsareal befinden sich u. a. die Galaxien NGC 4109, NGC 4111, NGC 4138, NGC 4143.
Das Objekt wurde am 20. April 1857 vom irischen Astronomen R. J. Mitchell, einem Assistenten von William Parsons, entdeckt.